# Bruce Hewitson
Bruce Hewitson ist ein US-amerikanischer Klimawissenschaftler. Er ist Inhaber des nationalen Forschungslehrstuhls für Klimawandel in Südafrika und Direktor der Climate System Analysis Group (CSAG) an der Universität Kapstadt, der Beiträge zum Verständnis des Klimawandels und zur Entwicklung effektiver Lösungen für die damit verbundenen globalen Herausforderungen leistete.

## Leben
Im Jahr 1991 promovierte er an der Pennsylvania State University, wo er sich auf die Entwicklung regionaler Klimawandelprojektionen spezialisierte, und trat 1992 der Universität Kapstadt bei, wo er maßgeblich an der Gründung der CSAG beteiligt war.

## Wirken
Hewitsons Forschungsspektrum ist weit gefächert und befasst sich mit verschiedenen Aspekten des regionalen Klimawandels, darunter Klimamodellierung, Downscaling, der Verbindung zwischen Klimawissenschaft und Gesellschaft, dem Aufbau von Kapazitäten bei jungen Wissenschaftlern und Entscheidungsträgern sowie ethischen Fragen im Umgang mit Klimainformationen, insbesondere im Kontext von Entwicklungsländern.
In seiner Laufbahn fungierte Hewitson als koordinierender Hauptautor für den 3., 4. und 5. Sachstandsbericht des IPCC und war Hauptautor des 6. Berichts. Er übernahm zahlreiche Aufgaben, unter anderem als Co-Vorsitzender der Arbeitsgruppe des Weltklimaforschungsprogramms zum regionalen Klima. Unter seiner Leitung widmet sich die CSAG einer Vielzahl von Projekten, die von der Entwicklung neuer Analysemethoden bis hin zur Erforschung des Klimawandels in Städten, regionalen Klimaprojektionen, saisonalen Vorhersagen, Klimaunsicherheit und der Verknüpfung von Klimainformationen mit ethischen Fragestellungen reichen.
Mittlerweile widmet sich Hewitson der Aufgabe, die Anwendung regionaler Klimainformationen für Entscheidungsträger zu verbessern. Hierbei konzentriert er sich auf Fragen wie die Erhöhung der Robustheit dieser Informationen, die gemeinsame Entwicklung maßgeschneiderter Produkte für Entscheidungsträger sowie die Nutzung von Klimainformationen in unterschiedlichen Wertesystemen.
Hewitson geht davon aus, dass angesichts des Versagens im Klimaschutz der Fokus auf die Klimaanpassung gelegt werden muss. Er sagte: „Wir verfehlen die Emissionsziele zunehmend, deshalb wird die Anpassung zu der Maßnahme, die am dringendsten eine umfassendere und gerechte Finanzierung benötigt.“

## Veröffentlichungen (Auswahl)
- New, M., Hewitson, B., Stephenson, D. B., Tsiga, A., Kruger, A., Manhique, A., ... & Lajoie, R. (2006). Evidence of trends in daily climate extremes over southern and west Africa. Journal of Geophysical Research: Atmospheres, 111(D14).
- Steynor, A., Pasquini, L., Thatcher, A., & Hewitson, B. (2021). Understanding the links between climate change risk perceptions and the action response to inform climate services interventions. Risk Analysis, 41(10), 1873-1889.
- Thomas, D. S., Twyman, C., Osbahr, H., & Hewitson, B. (2007). Adaptation to climate change and variability: farmer responses to intra-seasonal precipitation trends in South Africa. Climatic Change, 83(3), 301-322.